# Sophie Mengoni
Sophie Mengoni (11 april 1980) is een Belgisch politica voor de PS.

## Biografie
Mengoni behaalde in 2002 een licentiaat in de politieke wetenschappen en de internationale relaties aan de Université catholique de Louvain (UCL) en in 2003 een postgraduaat in Europese studies aan het Instituut voor Europese Studies van de UCL. 
Na haar studies werkte ze van 2003 tot 2005 als medewerkster op de cel Internationale Betrekkingen van het kabinet van toenmalig Waals minister-president Jean-Claude Van Cauwenberghe en was ze van 2005 tot 2006 attaché voor buitenlandse handel op het kabinet van Jean-Claude Marcourt, Waals minister voor Werkgelegenheid, Economie en Buitenlandse Handel. Vervolgens ging ze aan de slag voor de Waalse arbeidsbemiddelaar Forem: van 2006 tot 2014 als experte op het departement internationale betrekkingen en hoofd voor Europese projecten en daarna enkele maanden als coördinatrice van de afdeling internationale mobiliteit. Van 2014 tot 2017 was ze attaché op het kabinet van Waals minister van Werk en Vorming Éliane Tillieux. Daarna werd ze beroepshalve opnieuw actief bij Forem, als dienstverantwoordelijke voor partnerschappen. Van 2023 tot 2024 was ze er met politiek verlof.
Voor de PS werd Mengoni in oktober 2012 verkozen tot gemeenteraadslid van Fontaine-l'Évêque, waar ze van december 2018 tot april 2023 schepen was, bevoegd voor werk, handel, huisvesting, toerisme en economische zaken.
Bij de Waalse verkiezingen van mei 2019 kreeg ze de tweede opvolgersplaats op de PS-lijst voor de kieskring Charleroi-Thuin toegewezen. Na het overlijden van zetelend parlementslid Paul Furlan legde Mengoni in april 2023 de eed af als lid van het Waals Parlement en het Parlement van de Franse Gemeenschap. In het Waals Parlement was ze lid van de commissies Begroting en Sportinfrastructuren en Gelijke Kansen voor mannen en vrouwen en in het Parlement van de Franse Gemeenschap lid van de commissies Begroting, Openbaar Ambt, Gelijke Kansen en Schoolgebouwen en Hoger Onderwijs, Onderwijs voor Sociale Promotie, Onderzoek, Universitaire Ziekenhuizen, Sport, Jeugd, Jeugdhulp, Justitiehuizen en Promotie van Brussel. Bij de Waalse verkiezingen van juni 2024 werd ze niet herkozen.